# Зона Сил ООН із нагляду за роз'єднанням

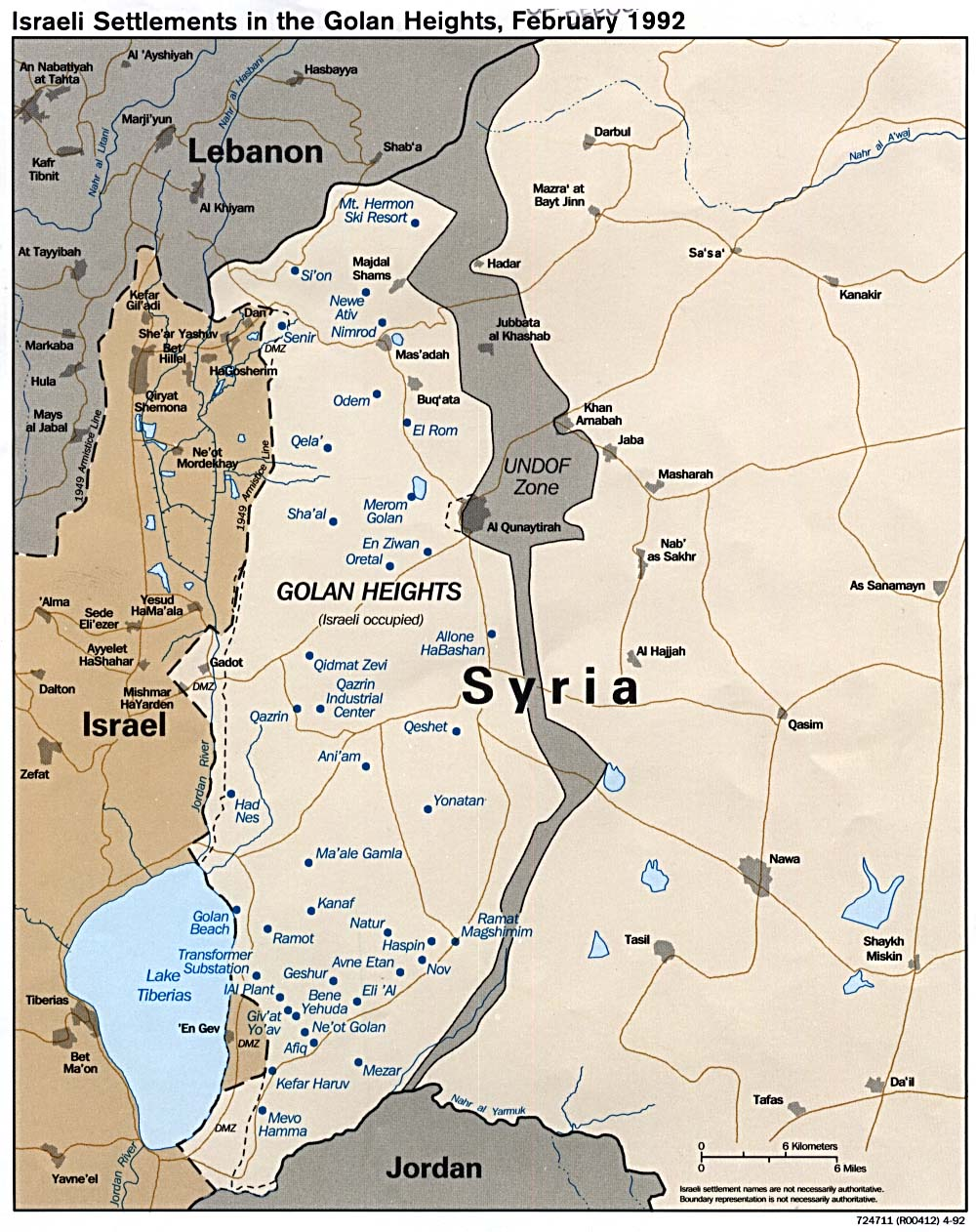
Зона СООННР (UNDOF)

Зона Сил ООН із нагляду за роз'єднанням (СООННР) встановлена резолюцією Ради Безпеки ООН № 350 31 травня 1974 року по закінчені Війни Судного дня в районі Голанських висот відповідно до Договору про роз'єднання між Ізраїлем та Сирією.

## Мандат
Мандат СООННР продовжується кожні 6 місяців.
Головним задачами СООННР є:
- Спільний нагляд за буферною зоною
- Моніторинг ізраїльської та сирійської військової присутності в регіоні
- Запобігання спроб введення в зону СООННР збройних сил
- Регулярні (раз на два тижні) інспекції на ізраїльські та сирійські військові об'єкти в прикордонних з зоною районах
- Допомога Міжнародному Червоному Хресту в перевезенні місцевих жителів, пошти та медикаментів
- Розмінування